# Agní Parthene
Ó čistá Panno či Ó Panno přečistá (řecky: Ἁγνὴ Παρθένε / Agní Parthene) je neliturgický hymnus, jehož autorem je sv. Nektarios z Eginy. Hymnus je součástí knihy chvalozpěvů Bohorodičce, Theotokarion.
Hymnus se někdy zpívá východokřesťanských chrámech na začátku nešpor, nebo po završení Božské liturgie po žehnání kříže a přijetí antidoru.

## Původní řecký text, přepis a notace melodie a akordů
Text je možno rozdělit do čtyř slok (S = 1, 2, 3, 4), každá sloka do tří hlasů (T = A, B, C), přičemž každý hlas se zpívá dvakrát (iterace I = α, β). Po každém z těchto 24 zpěvů následuje refrén (R). S tím jsou spojeny řecký text, transliterace a hudební notace.
| S.TI | řecký originál                                 | přepis                                        |
| 1.Aα | Ἁγνὴ Παρθένε Δέσποινα, ἄχραντε Θεοτόκε,        | Agní Parthéne Déspina, Áchrante Theotóke,     |
| R    | Χαῖρε νύμφη ἀνύμφευτε.                         | Chére Nímfi Anímfefte.                        |
| 1.Aβ | Παρθὲνε μὴτηρ ἄνασσα, πανένδροσέ τε πόκε. R    | Parthéne Mítir Ánassa, Panéndrose te póke. R  |
| 1.Bα | Ὑψηλοτέρα οὐρανῶν ἀκτίνων λαμπροτέρα, R        | Ipsilotéra Uranón, aktínon lamprotéra, R      |
| 1.Bβ | Χαρὰ παρθενικῶν χορῶν ἀγγέλων ὑπερτέρα. R      | Hará parthenikón horón, angélon ipertéra, R   |
| 1.Cα | Ἐκλαμπροτέρα οὐρανῶν, φωτὸς καθαρωτέρα, R      | Eklamprotéra uranón fotós katharotéra, R      |
| 1.Cβ | Τῶν οὐρανίων στρατιῶν, πασῶν ἁγιωτέρα. R       | Ton Uraníon stratión pasón agiotéra. R        |
| 2.Aα | Μαρία ἀειπάρθενε κόσμου παντὸς Κυρία, R        | María Aipárthene kósmu pantós Kiría, R        |
| 2.Aβ | Ἄχραντε νύμφη πάναγνε, Δέσποινα Παναγία. R     | Áchrante Nímfi Pánagne, Déspina Panagía, R    |
| 2.Bα | Μαρία νύμφη ἄνασσα, χαρᾶς ἡμῶν αἰτία, R        | María Nímfi Ánassa, harás imón etía, R        |
| 2.Bβ | Κόρη σεμνή, Βασίλισσα, Μήτηρ ὑπεραγία. R       | Korí semní Vasílissa, Mítir iperagía, R       |
| 2.Cα | Τιμιωτέρα Χερουβίμ, ὑπερενδοξοτέρα, R          | Timiotéra Heruvím, iperendoxotéra R           |
| 2.Cβ | Τῶν ἀσωμάτων Σεραφίμ, τῶν θρόνων ὑπερτέρα. R   | Ton asomáton Serafím, ton Thrónon ipertéra. R |
| 3.Aα | Χαῖρε τὸ ᾆσμα Χερουβίμ, χαῖρε ὕμνος ἀγγέλων, R | Hére to ásma Heruvím, hére ímnos angélon, R   |
| 3.Aβ | Χαῖρε ᾠδὴ τῶν Σεραφίμ, χαρὰ τῶν ἀρχαγγέλων. R  | Hére odí ton Serafím, hará tón Arhangélon, R  |
| 3.Bα | Χαῖρε εἰρήνη καὶ χαρά, λιμὴν τῆς σωτηρίας, R   | Hére iríni ke hará, limín tis sotirías, R     |
| 3.Bβ | Παστὰς τοῦ Λόγου ἱερά, ἄνθος τῆς ἀφθαρσίας. R  | pastás tu Lógu ierá, ánthos tis aftharsías, R |
| 3.Cα | Χαῖρε παράδεισε τρυφῆς, ζωῆς τε αἰωνίας. R     | Hére Parádise trifís, zoís te eonías, R       |
| 3.Cβ | Χαῖρε τὸ ξύλον τῆς ζωῆς, πηγὴ ἀθανασίας. R     | Hére to xílon tis zoís, pigí athanasías. R    |
| 4.Aα | Σὲ ἱκετεύω Δέσποινα, σὲ νῦν ἐπικαλοῦμαι. R     | Se iketévo Déspina, Se, nin, epikalúme, R     |
| 4.Aβ | Σὲ δυσωπῶ Παντάνασσα, σὴν χάριν ἐξαιτοῦμαι. R  | Se disopó Pantánassa, Sin hárin exetúme. R    |
| 4.Bα | Κόρη σεμνὴ καὶ ἄσπιλε, Δέσποινα Παναγία, R     | Korí semní ke áspile, Déspina Panagía, R      |
| 4.Bβ | Θερμῶς ἐπικαλοῦμαί σε, ναὲ ἡγιασμένε. R        | Thermós epikalúme Se, Naé igiasméne, R        |
| 4.Cα | Ἀντιλαβοῦ μου, ρῦσαί με ἀπὸ τοῦ πολεμίου R     | Antilavú mu, ríse me apó tu polemíu, R        |
| 4.Cβ | Καὶ κληρονόμον δεῖξόν με ζωῆς τῆς αἰωνίου. R   | Ke klironómon díxon me zoís tis eoníu. R      |

## Český překlad
"Čistá Panno", sv. Nektarios Eginský
Čistá Panno a Vládkyně, přesvatá Bohorodičko
Raduj se Nevěsto nesnoubená
Rouno milostí orosené, Panno, Matko a Královno
Raduj se Nevěsto nesnoubená
Na nebesích jsi vyvýšená, nad záři slunce jasnější
Raduj se Nevěsto nesnoubená
Radosti sborů panenských, nad anděly jsi ctěnější
Raduj se Nevěsto nesnoubená
Nad oblohu jsi skvostnější, nad její světlo čistější
Raduj se Nevěsto nesnoubená
Vládneš nad šiky nebeskými, ty jsi svatá nad svatými
Raduj se Nevěsto nesnoubená
Marie, provždy Panno, Paní celého světa
Raduj se Nevěsto nesnoubená
Neposkvrněná Nevěsto a Panovnice přesvatá
Raduj se Nevěsto nesnoubená
Marie, Nevěsto i Paní, radosti naší příčino
Raduj se Nevěsto nesnoubená
Marie Matko i Panno, Dívko i ctnostná Královno
Raduj se Nevěsto nesnoubená
Nad netělesné cherubíny bez přirovnání ctěnější
Raduj se Nevěsto nesnoubená
Nad nebeské trůny vznešenější, nad serafíny slavnější
Raduj se Nevěsto nesnoubená
Vesel se písni cherubů, raduj se hymne andělů
Raduj se Nevěsto nesnoubená
Vesel se písni serafů, raduj se štěstí archandělů
Raduj se Nevěsto nesnoubená
Vesel se pokoji, radosti a spasitelný přístave
Raduj se Nevěsto nesnoubená
Božího Slova klenotnice a věčně kvetoucí růže
Raduj se Nevěsto nesnoubená
Vesel se, rajská zahrado, věčného žití hojnosti
Raduj se Nevěsto nesnoubená
Vesel se, strome života, prameni nesmrtelnosti
Raduj se Nevěsto nesnoubená
Tobě se klaním Královno a s pokorou tě vzývám
Raduj se Nevěsto nesnoubená
O milost tvou tě nyní prosím a s úctou tobě zpívám
Raduj se Nevěsto nesnoubená
Dívko vznešená, Panovnice, hlubino svaté naděje
Raduj se Nevěsto nesnoubená
Vroucně tě vzývám, orodovnice a posvěcený chráme
Raduj se Nevěsto nesnoubená
Ujmi se mne má ochránkyně a zachraň mne od zlého
Raduj se Nevěsto nesnoubená
Zastaň se mne má přímluvkyně, doveď do žití věčného
Raduj se Nevěsto nesnoubená